# 麻糍埔
麻糍埔，原寫為蔴糍埔，是臺灣臺中市南屯區的一個傳統地域名稱，位於該區東南部。相較於今日行政區，其範圍大致為豐樂里不含西南部凸出部分及北部邊界地帶東段。

## 歷史
台灣清治末期至日治初期，麻糍埔地區為一街庄，稱為「蔴糍埔庄」，隸屬於捒東下堡。該庄北與犁頭店街、田心庄為鄰，東與半平厝庄為鄰，南邊為番婆庄、下楓樹腳庄，西邊為水碓庄、永定厝庄。
1901年（日治明治三十四年）11月，全台廢縣廳改設二十廳，該庄隸屬於臺中廳。1903年（明治三十六年）6月，該庄編入「犁頭店區」，隸屬於臺中廳。1909年（明治四十二年）10月，合併二十廳為十二廳，犁頭店區隸屬不變。1920年（大正九年），全台地方制度大改正，廢十二廳改設五州二廳，該庄改制並雅化為「麻糍埔」大字，隸屬於臺中州大屯郡南屯庄。
戰後南屯庄改制為南屯鄉，隸屬於臺中縣，大字亦改制為村。1947年2月，南屯鄉併入臺灣省轄臺中市改稱南屯區，村亦改制為里。1950年10月，中、彰、投分治，南屯區仍隸屬臺中市。2010年12月，臺中縣市合併為直轄臺中市，西區隸屬不變。

## 聚落
本地區發展較早的聚落為蔴糍埔，在日治期初期的官方地圖上已有記載。

## 交通
市道127號（黎明路一段）是大雅至霧峰的道路，大致以北北東—南南西走向經過麻糍埔地區西端。由該道路向北北東可前往南屯老街、西屯、大雅並止於省道台1乙線路口，向南南西可前往烏日、霧峰並止於省道台3線路口。
市道136號（南屯路二段）是臺中市龍井區至南投縣國姓鄉龜溝的道路，大致以西向東經過本地區北部西側凸出部分的北部邊界外緣。由該道路向西轉西北可前往南屯市區、省道台74線交流道、國道1號南屯交流道、大肚東北部邊界地帶、龍井東部、沙鹿西南部、梧棲與龍井交界地帶並止於省道台17線路口，向東轉東南東可前往台中市區、太平、國姓並止於省道台14線路口。

## 學校
- 萬和國中

## 文化休閒
- 豐樂雕塑公園